# トップマネジメント
『トップマネジメント』は、1984年2月に日本の光栄から発売されたPC-8801用経営シミュレーションゲーム。
5社あるパソコンメーカーから1つを選び、業績成績トップを目指しスパコン・デスクトップ・ノートパソコン3種類のシェアを50%以上取得する事を目的としている。独占すればゲームクリア、2回倒産するとゲームオーバーとなる。
開発は光栄が行い、プロデューサーのシブサワ・コウこと襟川陽一が自社を倒産させないために学んだ経営に関するノウハウを基に製作された。
1990年には『ファミコン トップマネジメント』のタイトルでファミリーコンピュータに移植された他、後に続編となるスーパーファミコン用ソフト『トップマネジメントII』（1994年）が発売された。また、派生シリーズとして航空会社の経営をシミュレーションした『エアーマネジメントシリーズ』も存在する。

## ゲーム内容

### システム
毎年4月に年初のターンがあり、大まかな枠組みを決め、月の月初と月末の2ターン×12ヶ月に2回の商戦、時々入札が行われる。
毎ターンで出せる指示（行動）の制限はなく、全コマンド一通り指示を与えてターンを終えることも可能である。
当然の事ながら違法な犯罪行為（入札時の不正入札や談合による価格操作等）裏工作・取引は無い。(賄賂は下記の相談コマンドに当たる行為であるため除外。)

### 年初指示・枠組み設定
総務
採用、解雇
会社で採用し営業、開発、製造に投入する人数を決める。人数が多ければ効果が上がり、反対に解雇で人数を減らす。大量採用をすると不慣れなものが多くなり能力、モラルが一時的に下がる。総務はモラル維持、開発は改良能力、製造は毎月の製造数の限界、営業は商戦に影響する。
給与、ボーナス
社員に毎月支払われる給与、ボーナスを決める。給与は毎月、ボーナスは夏と冬に出費され、平均より低いとモラルが下がる。年数経過とともに求められる給与は上がっていく
開発
開発
開発、発売の投資予算を決める。開発費用が高ければ新製品開発がはかどるが人数に比例し、少ない人数では効果が薄い。
発売
市場に新製品を投入する。シェアが一時的に上昇するが今までの在庫が型落ち、廃棄となり0となる。
製造
一年間の製造ライン数を決定する。増設で増やし合理化で減らす。
営業
ノルマ
販売ノルマを決定する。こちらも厳しすぎるとモラルの低下を招く。
接待
それぞれが抱える顧客、お得意様を接待し販路を拡大する。各社のブランド力で成功率が高まり、成功すると顧客が流れシェアが変動する。
情報
その他

### 指示
総務
教育
実施で全社員の能力アップ・維持となる。
福利厚生
モラル、愛社精神をアップ。低いと社員によるアクシデント・ストライキ、大量離脱それに伴う社員引き抜きが発生する。
開発
改良
基本となるコンピューターの性能アップと維持、放っておくと性能が落ちる。配置人数によって改良による効果が変わる。
人配置
年初で振り分けた人材をそれぞれの分野に配置する。
製造
人配置
開発の人配置と同じ。
ライン割り
年初で決めた製造ラインの割り振り。
営業
商戦の兵士となる、各担当の販売営業部の配置数と宣伝活動。宣伝は雑誌、新聞、テレビがあり数回行うとブランド力がアップする。
情報
他社の状況と自社のシェア、売り上げを調べる。
個数、生産
ここで次のターンまでの生産数、値段を決定しターン終了。社員能力と性能、ブランド、シェアによって売り上げ、販売数、在庫が決まる。

### 取引
売り上げ以外の資金増加術、借金と株式があり3社ある株式の株を買って投資資金を増やす。

### 入札
時々起こるイベントで性能関係なしに商品の必要数さえあれば参加資格があり、1番低い価格の会社が落札し、またライバル会社に近い価格で落札するとブランド力アップのボーナスが付く。

### 商戦
夏と年末のみ発生するイベント。入札と同じく必要数あれば参戦資格があり複数の会社が参加すると競合となり都市マップにある目的地の会社へコマを移動し他社を攻撃し商戦から撤退させ、30ターン以内に取引先の信用を高め契約を締結すれば勝利となりブランド、モラルが上昇する。反対に負けるとペナルティとしてモラルが大きく下がる。『II』で商戦は省略されている。
- 攻撃

意見
通常攻撃。相手のパワーを削る。
激論
通常より強く相手を攻撃する。自分のパワーも消費する。
説得
相手に商戦から手を引くよう説得する。
悪評
ライバルの粗探しや悪評（ネガティブ・キャンペーン）を流して相手の信用度を下げる。
買収
相手を買収し、自分のパワーに吸収する。逆に買収されるとゲームオーバーとなる。
- 交渉

説明
取引先への通常攻撃。
価格戦略
定めた価格を下げての交渉。勝利時の報酬も減る。
接待
接待攻勢。成功すると信頼度が大きく上がるが失敗すると下がる。
相談
偉大な先生にお金を払い、便宜を図ってもらう。
決断
採用するか決断を促す。成功すれば契約締結となる。
- 撤退

商戦から身を引く。負けたときのペナルティが無くなる。
- 応援

自社マスのみにて実行可能。他二部門の営業に応援を頼みパワーを増やす。実行すると営業の人数が商戦の部門に全振りにされているので終了後に営業の再配置が必要となる。
- 防御

相手の攻撃を耐える。

## 登場企業
- NEG（NEC）

業界トップの最大手。性能と資金は普通だが5社の中でブランド力が1番高く商品が売れやすい。
- PUJITSU（富士通）

バランス型で弱点と強い主力商品は無いが初期の預金がIBNに次いで多く、どのブランド力も強い。
- TOCHIBA（東芝）

ラップトップ、ノートブックの強みはあるが、初期の資金が一番少ない。
- CHARP（SHARP[2]）

ホビー、デスクトップに強いがブランド力が弱く顧客が流れやすい。
- IBN（日本IBM[3]）

スパコンに強みがあり資金、預金ともに一番多い。
どの企業にも商品の優劣の差は無く、3種類の商品（大型・デスクトップ・ラップトップコンピュータ）のブランド力や製造ライン数が異なる。

## 移植版
| No. | タイトル                      | 発売日         | 対応機種               | 開発元 | 発売元 | メディア               | 型式   | 備考 |
| --- | ----------------------------- | -------------- | ---------------------- | ------ | ------ | ---------------------- | ------ | ---- |
| 1   | ファミコン トップマネジメント | 1990年12月12日 | ファミリーコンピュータ | 光栄   | 光栄   | 2メガビット+128キロRAM | KOE-XQ |      |

## 反響

### 著名人への影響
政治家の世耕弘成は本作を愛好しており、NTTでの勤務時代に本作をプレイしていた影響で会社の研修で一番の成績を上げる事ができたという。

### 評価
ファミリーコンピュータ版
ゲーム誌『ファミコン通信』の「クロスレビュー」では合計19点（満40点）、ゲーム誌『ファミリーコンピュータMagazine』の読者投票による「ゲーム通信簿」での評価は以下の通りとなっており、18.04点（満30点）となっている。
| 項目 | キャラクタ | 音楽 | 操作性 | 熱中度 | お買得度 | オリジナリティ | 総合  |
| 得点 | 2.91       | 3.00 | 2.90   | 3.22   | 2.73     | 3.28           | 18.04 |